# 帕紐蒂內 (奧里希夫區)
47°42′03″N 35°56′16″E / 47.70083°N 35.93778°E
帕紐蒂內（烏克蘭語：Панютине）是位於烏克蘭東南部的舊村，由扎波羅熱州的奧里希夫區負責管轄，並於2007年被撤銷。該村處於上捷爾薩河左岸，距離希羅凱1公里，1988年人口50。